# مصطفی عرب
مصطفی عرب (زاده ۲۲ مرداد ۱۳۲۰ - تهران) بازیکن سابق فوتبال ایران است. وی سابقه بازی در باشگاه فوتبال عقاب را دارد.
وی سابقه ۴۸ بازی و ۲ گل ملی در کارنامه دارد.
او به همراه تیم ملی ایران دو قهرمانی در جام ملت‌های آسیا در سال‌های ۱۹۶۸ و ۱۹۷۲ در کارنامه دارد
او در جام ملت‌های آسیا ۱۹۷۲ کاپیتان تیم ملی ایران بود.